# Association psychanalytique hongroise
L'Association psychanalytique hongroise (en hongrois : Magyar Pszichoanalitikus Egyesület) est une organisation scientifique et professionnelle hongroise de psychanalyse, créée à Budapest par Sándor Ferenczi en 1913. 
Elle a connu deux crises majeures au long de son histoire, en 1920, durant le régime autoritaire d'Horthy, qui pousse une partie des analystes à l'exil, puis un arrêt de ses activités durant la Seconde Guerre mondiale, suivi d'une dissolution, en 1948, en raison des circonstances politico-historiques. 
L'association est officiellement rétablie dans les années 1980, et reconnue par l'Association psychanalytique internationale en 1989. Elle est également membre de la Fédération européenne de psychanalyse.

## Histoire

### Fondation et débuts

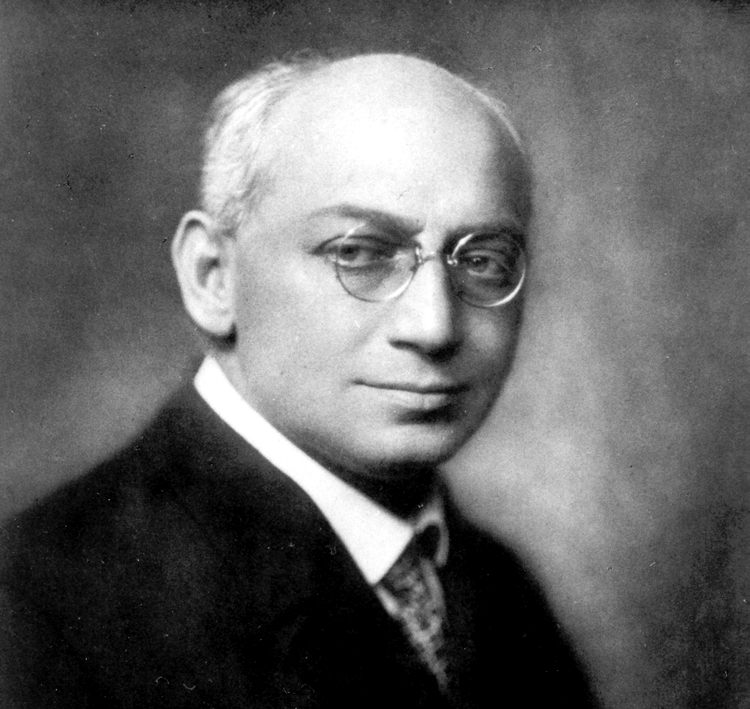
Sándor Ferenczi

L'Association psychanalytique hongroise est créée à Budapest, le 19 mai 1913 par Sándor Ferenczi. Ferenczi, après une première tentative décevante de lecture de Freud, s'enthousiasme pour la pensée freudienne, après sa rencontre avec Jung et Eugen Bleuler, à Budapest. Une correspondance avec Freud, suivie d'une rencontre avec lui, où il est accompagné de Fülöp Stein, le dimanche 2 février 1908, et une invitation au premier congrès psychanalytique international de Salzbourg la même année, offre une place de premier rang à Ferenczi dans le mouvement psychanalytique. Il diffuse les théories freudiennes dans les milieux cultivés de Budapest qu'il fréquente. Il est alors l'unique psychanalyste hongrois, comme le constate Sigmund Freud en 1914 : « La Hongrie […] n'a encore fourni à la psychanalyse qu'un seul collaborateur ; mais ce collaborateur s'appelle S. Ferenczi et vaut à lui seul toute une société. ». Ernest Jones fait une analyse en 1913 avec Ferenczi et adhère à l'association hongroise.

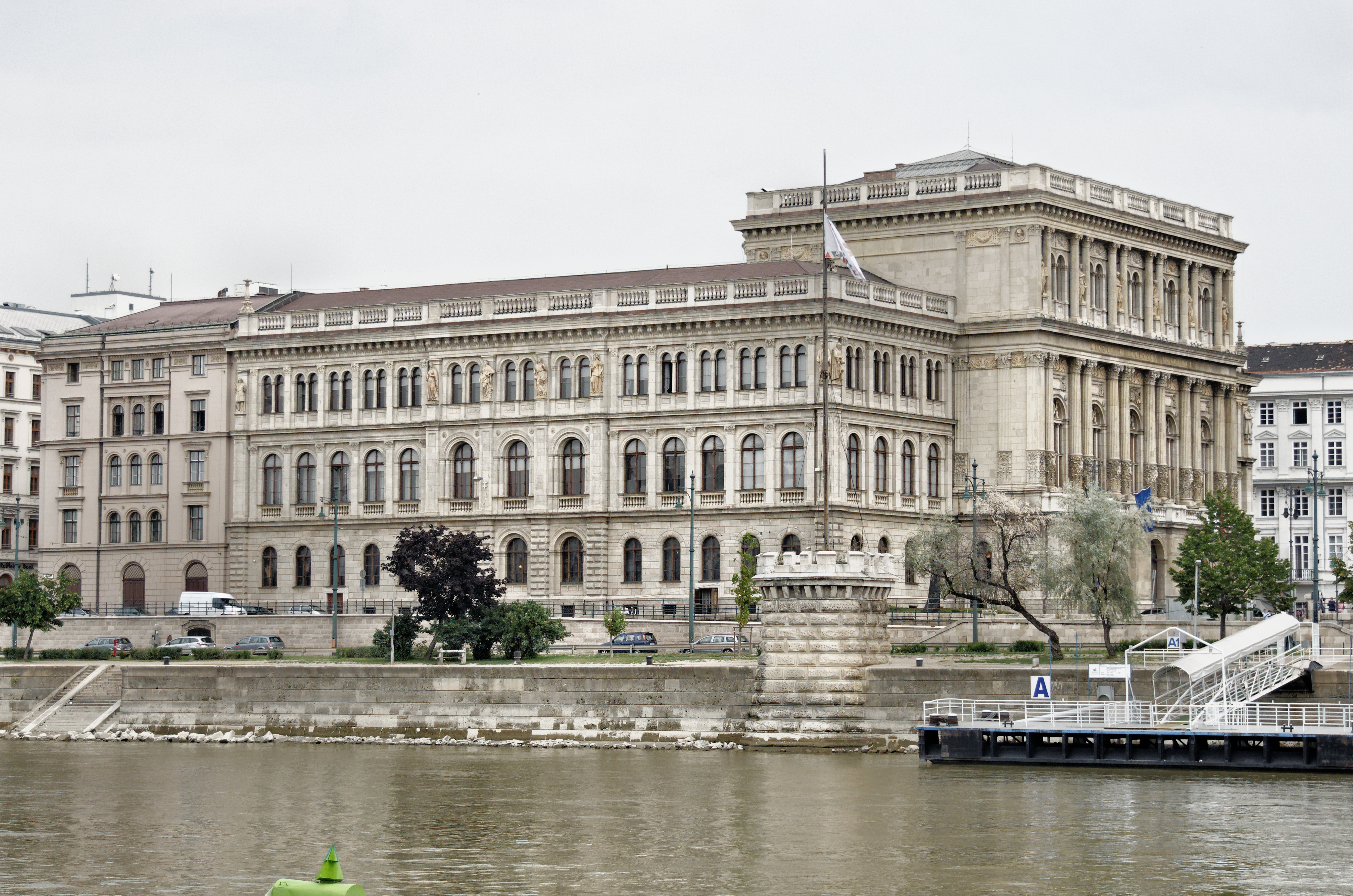
L'Académie hongroise de sciences accueille le congrès international de psychanalyse en 1918

Les premiers membres de l'association hongroise sont István Hollós qui en prend la vice-présidence, Lajos Levy qui est trésorier,, Sándor Radó, secrétaire, et Ignotus (en), rédacteur de la revue Nyugat qui publie un article de Freud, « L'Intérêt de la psychanalyse ». 
La psychanalyse est favorablement accueillie dans les milieux intellectuels de Budapest, notamment par les écrivains Mihály Babits, Frigyes Karinthy, Dezső Kosztolányi ou encore Géza Csáth,, alors que les milieux médicaux restent réticents. Après l'interruption due à la Première Guerre mondiale, l'association hongroise est reconnue par l'Association psychanalytique internationale qui tient son Ve congrès, les 28 et 29 septembre 1918, accueillie par l'Académie des sciences, à Budapest, tandis que Ferenczi est élu président de l'association internationale la même année. Cependant, les circonstances politiques de l'immédiat après-guerre ont modifié la situation et, dès 1920, Ferenzi est remplacé par Ernest Jones à la tête du mouvement international, à la demande de Freud. Comme dans les autres pays européens impliqués dans le conflit, la Hongrie doit faire face à l'afflux de soldats atteints de névroses traumatiques, les « shell-shocks », que les thérapies habituelles ne suffisent pas à prendre en charge, et le Ve congrès de l'API est largement consacré au traitement psychanalytique des névroses de guerre, et Ferenczi présente quelques innovations thérapeutiques. Anton von Freund, principal organisateur du congrès de Budapest et mécène du mouvement psychanalytique austro-hongrois, dont la sœur Katá Levy, elle-même psychanalyste, a épousé Lajos Levy, s'engage à financer une policlinique analytique, qui ne voit finalement pas le jour. Melanie Klein, en analyse avec Sándor Ferenczi, est membre en 1919-1920. Eugénie Sokolnicka fait elle aussi une analyse avec Ferenczi, à Budapest, après la guerre. Erzsébet Radó-Révész (de), psychiatre hongroise, analysée par Freud et brièvement membre de la Société psychanalytique de Vienne en 1918, devient analyste didacticienne à Budapest, où elle meurt prématurément, en 1923. Zsigmond Pfeifer rejoint également la société hongroise, dont il est secrétaire en 1941.

### Les premières années
L'instauration de la République des conseils, de mars à août 1919, augure d'une période très favorable à la psychanalyse. Une chaire de psychanalyse est créée à l'université de Budapest, et Ferenczi est nommé professeur titulaire. La chaire ne survit pas à la chute de la République des conseils, et Ferenczi est expulsé de la société médicale de Budapest. Durant la Terreur blanche, le régime autoritaire d'Horthy s'en prend à la fois à la psychanalyse et aux Juifs, victimes notamment d'un numerus clausus limitant leur présence à l'université à 6 %,. L'espoir de créer une policlinique, pour traiter des patients et assurer la formation clinique des candidats psychanalystes, et un institut de formation à la psychanalyse, s'évanouit. Un certain nombre de psychanalystes quitte la Hongrie, définitivement pour certains d'entre eux. Plusieurs d'entre eux s'exilent en Allemagne, notamment Franz Alexander connu pour être le premier élève de l'Institut psychanalytique de Berlin et qui continuera sa carrière aux États-Unis, Melanie Klein qui séjourne à Berlin, puis à Londres après la mort de Karl Abraham, Michael et Alice Balint, qui font leur première formation analytique à Berlin auprès de Hanns Sachs et Sándor Radó qui rejoit également l'institut de Berlin. Therese Benedek s'installe à Leipzig, avant de gagner les États-Unis où elle fait une carrière à Chicago,, et Margaret Mahler s'installe en Autriche, après un complément d'études en Allemagne, avant de gagner elle aussi les États-Unis dans les années 1930, devenant professeure à l'université Columbia de New York, Sándor Lorand s'exile en 1925 à New York, où il fera venir Ferenczi pour une série de conférences en 1927-1928. Ferenczi est tenté par le départ, sa chaire universitaire étant supprimée, mais il reste, ainsi que d'autres : Vilma Kovács et Géza Roheim notamment. Michael et Alice Balint reviennent en 1924, et font une analyse avec Ferenczi.
Une policlinique psychanalytique est ouverte en 1930, suivie, en 1931, d'une clinique pour adultes, conçue sur le modèle de celle de Berlin, permettant à la fois d'offrir des soins et de former les candidats analystes, au no 12 de la rue Mészáros, dans l'immeuble construit par l'architecte Frédéric Kovács, mari de Vilma Kovács. Ferenczi la dirige, jusqu'à sa mort en 1933, puis Michael Balint lui succède à la tête de la policlinique, tandis que István Hollós devient président de l'association psychanalytique hongroise.

### Le rayonnement de l'«École de Budapest»
L'école hongroise de psychanalyse, ou encore « école de Budapest » renvoie à l'activité psychanalytique en Hongrie, dans l'entre-deux-guerres. Ce courant est initié par Sándor Ferenczi, qui réunit autour de lui un cercle d'analystes, avant même la création de l'association psychanalytique, en 1913. Plusieurs analystes acquièrent une notoriété mondiale, Melanie Klein, Michael Balint, Franz Alexander notamment.
La mort de Ferenczi, et la prise de pouvoir, en Allemagne par le parti nazi, accompagné de la dissolution de fait de la société berlinoise, la mise à feu des livres de Freud en mai 1933, l'exil pour un certain nombre de psychanalystes allemands, puis l'annexion de l'Autriche en 1938, modifient dramatiquement la situation. En mars 1938, l'American Psychoanalytic Association crée le Emergency Committee on Relief and Immigration présidé par Lawrence Kubie, dont fait partie Sándor Radó, établi à New York en 1930,. Ce comité s'efforce de contourner le quota existant, en obtenant des affidavits, déclarations sous serment garantissant que le bénéficiaire ne serait pas à la charge des États-Unis. Une réunion, organisée autour du psychanalyste britannique John Rickman, venu spécialement de Londres, convainc plusieurs analystes de quitter le pays, notamment les Balint et Vilma Kovács, celle-ci rentrant dès l'année suivante à Budapest où elle meurt en mai 1940. Fanny Von Hann-Kende s'exile définitivement à New York et devient une proche de Sándor Radó,. Klára Lázár-Gerő obtient un affidavit pour sa famille et elle en Australie. Edith Gyömrői sollicite un affidavit pour les États-Unis, puis émigre à Colombo, devenant l'unique psychanalyste du Sri Lanka, et s'installe en 1956 à Londres où elle est une proche d'Anna Freud et membre de la Société britannique de psychanalyse.

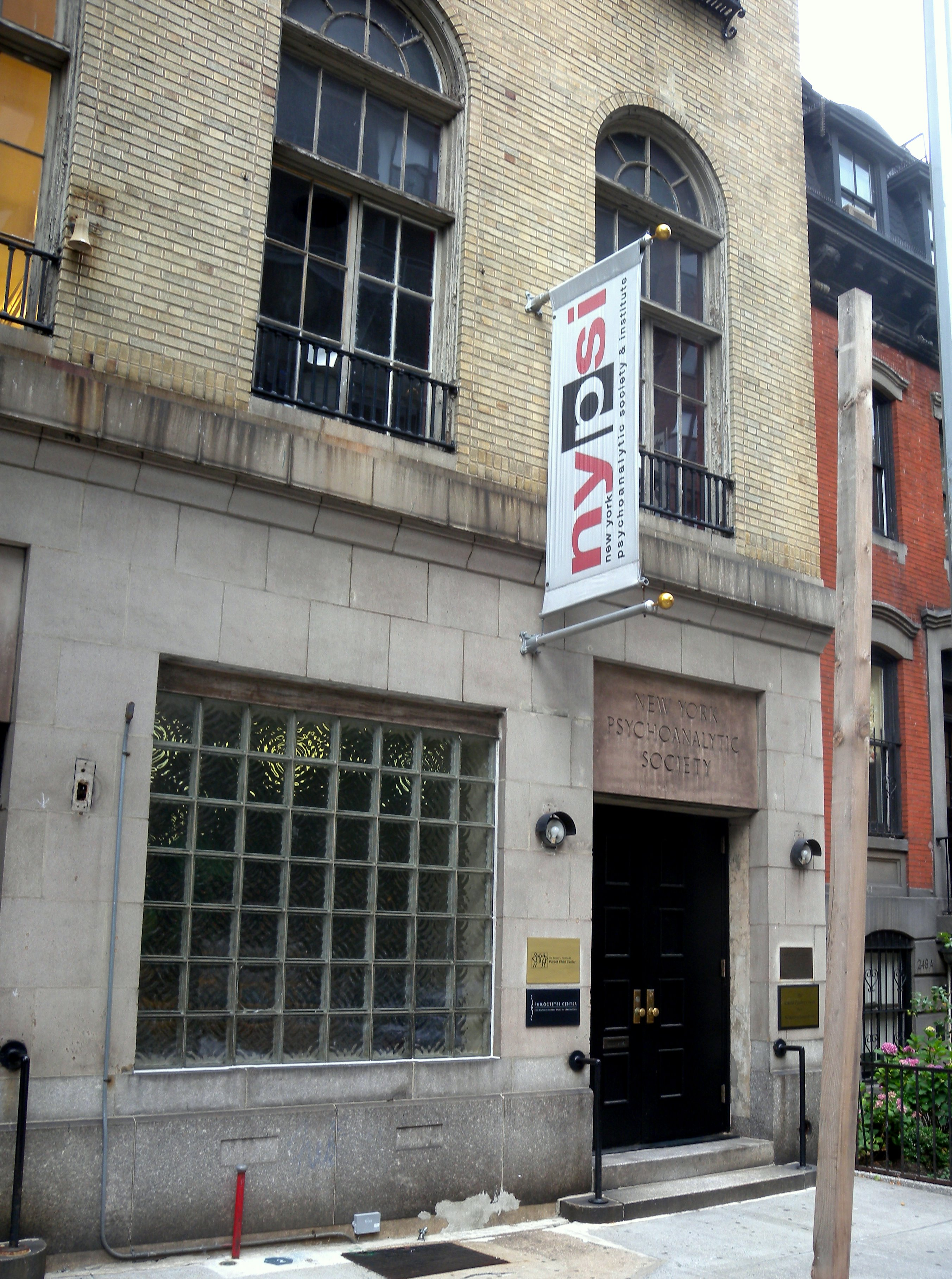
Plusieurs exilés hongrois deviennent membres de la New York Psychoanalytic Society

Confrontée à deux vagues migratoires successives, en 1919-1921, puis avant la Seconde Guerre mondiale, « à la fin des années trente, l'école hongroise, en tant que communauté intellectuelle avait perdu son éclat », bien qu'un certain nombre de psychanalystes émigrés soient inspirés par la théorie et la clinique ferenczienne : outre Balint qui se consacre à l'édition des œuvres de Ferenczi, dont il a la responsabilité des droits littéraires après la mort de celui-ci, Margaret Mahler et Géza Róheim inscrivent leurs travaux dans cette continuité, tandis que Sándor Radó, quant à lui, s'en écarte tout à fait.
Plusieurs psychanalystes hongrois émigrés exercent des fonctions institutionnelles importantes dans les sociétés psychanalytiques : Sándor Lórand, Robert Bak, András Petö, sont présidents de la New York Psychoanalytic Society, Michael Balint est président de la Société britannique de psychanalyse, Franz Alexander a créé l'Institut de psychanalyse de Chicago, Sándor Radó crée le Centre de formation et recherche en psychanalyse de l'université Columbia.
Ce déplacement modifie toutefois le rapport de forces au sein du mouvement mondial : alors que les Hongrois acceptaient l'« analyse profane », c'est-à-dire la possibilité pour un non-médecin d'exercer comme psychanalyste, l'évolution à cet égard va progressivement vers un exercice réservé aux médecins, notamment aux États-Unis.

### La reprise des activités après-guerre
L'association psychanalytique en tant que telle a cessé ses activités en 1942. Imre Hermann, son épouse, Alice Hermann, István Hollós, lui-même rescapé des exécutions perpétrées par les nazis hongrois des Croix-Fléchées, András Pető, et son épouse Elisabeth 
Kardos, analyste pour enfants, qui est tuée début 1945 par les nazis, maintiennent une présence psychanalytique dans le pays durant la Seconde Guerre mondiale. Imre Hermann reprend ses activités en 1945, mais l'association a moins de 20 membres à cette date. Elle est à nouveau interdite dès 1948, et c'est à nouveau clandestinement qu'il forme une nouvelle génération d'analystes. Michael Balint pour sa part, installé en Angleterre, garde des liens avec la Hongrie, revient régulièrement à Budapest et maintient des contacts entre l'association hongroise et l'association internationale.
La nouvelle génération d'analystes sollicite et obtient progressivement sa reconnaissance institutionnelle par l'Association psychanalytique internationale, les nouveaux analystes font des contrôles avec des analystes didacticiens de l'API. L'association est d'abord reconnue comme groupe d'étude par l'API, puis obtient un statut provisoire intermédiaire en 1983, au 33e congrès international de Madrid, et enfin est acceptée comme association à part entière, au 36e congrès international de Rome, en août 1989.
Un congrès international de psychanalyse se déroule à Budapest en 1987. 
L'association est également membre de la Fédération européenne de psychanalyse.

## Membres connus
- Robert C. Bak
- Alice Balint
- Michael Balint
- Therese Benedek
- Sándor Ferenczi
- Anton von Freund
- Edith Gyömrői
- Lilly Hajdu (hu)[45],[46]
- Imre Hermann
- István Hollós
- Melanie Klein
- Vilma Kovács
- Katá Levy[12]
- Lajos Levy[4]
- Sándor Radó
- Géza Róheim
- Leopold Szondi